# Небесная Ана
Небесная Ана (исп. Ana del aire) — мексиканский мелодраматический телесериал с элементами драмы 1974 года производства телекомпании Televisa.

## Сюжет
Ана — молодая девушка, работающая стюардессой на самолёте и проживающая с Андреа, которую она считает своей мамой. Её сестра Елена страдала с детства полиомиелитом и вскоре стала инвалидом. У Аны есть две подружки Норма и Консуэло, которые работают также стюардессами, все трое влюблены в пилотов Херардо, Хорхе и Анибаля. Пройдя много испытаний в жизни, Ана и Херардо венчаются.

## Создатели телесериала

### В ролях
- Анхелика Мария .... Ана
- Фернандо Альенде .... Херардо
- Андрес Гарсия .... Хорхе Ромеро
- Хайме Морено .... Анибаль
- Саша Монтенегро .... Дольи
- Сусана Алехандер .... Лола
- Армандо Сильвестре .... Эстебан
- Сильвия Дербес .... Андреа
- Мария Рубио  .... Надия
- Сесар дель Кампо .... Гастон
- Сусана Досамантес .... Норма
- Мария Эухения Риос .... Инес
- Лупита д'Алессио .... Консуэло
- Мигель Масия .... Армандо
- Соила Гуйноньес .... Елена
- Патрисия Панини .... Вильма
- Даниэль Санталусия .... Хуан
- Альфредо Торрес .... Луис
- Мигель Анхель Феррис. .... Месеро
- Рауль Бохер .... адвокат Басурто
- Нелида .... Паула Добсон
- Хавьер Руан .... Алекс
- Алисия Паласиос .... Роса
- Чела Нахера .... Тереса
- Хосе Лоса .... Мигель Эспино
- Эктор Крус .... Том
- Тита Гриег .... Тита
- Эухенио Дербес
- Раймундо Капетильо
- Альберто Инсуа
- Хосе Луис Амаро

### Административная группа
- оригинальный текст: Фернанда Вильели
- адаптация: Марсия Керратани, Эльса Мартинес, Мария Сараттини Дан
- композитор: Анхелика Мария
- режиссёр-постановщик: Димитрио Саррас
- продюсер: Эрнесто Алонсо